# (9162) Kwiila
(9162) Kwiila – planetoida z grupy Apollo należąca do planetoid bliskich Ziemi.

## Odkrycie
Została odkryta 29 lipca 1987 roku w Obserwatorium Palomar przez Jean Mueller. Nazwa planetoidy pochodzi od Kwiili, jednej z pierwszych osób w historii stworzenia ludu Luiseño. Kwiila oznacza "czarny dąb" obficie występujący w okolicach gór Palomar. Przed nadaniem nazwy planetoida nosiła oznaczenie tymczasowe (9162) 1987 OA.

## Orbita
(9162) Kwiila okrąża Słońce po eliptycznej orbicie w ciągu 1 roku i 303 dni w średniej odległości 1,49 j.a. W swoim ruchu orbitalnym przecina orbitę Ziemi oraz Wenus.